# إلسبيث إريك
إلسبيث إريك (بالإنجليزية: Elspeth Eric)‏ هي ممثلة أمريكية، ولدت في 1907 في شيكاغو في الولايات المتحدة، وتوفيت في 1993 في مانهاتن في الولايات المتحدة بسبب سرطان.

## وصلات خارجية
- إلسبيث إريك على موقع IMDb (الإنجليزية)
- إلسبيث إريك على موقع قاعدة بيانات برودواي على الإنترنت (الإنجليزية)